# Devarahalli, Nagamangala
Devarahalli là một làng thuộc tehsil Nagamangala, huyện Mandya, bang Karnataka, Ấn Độ.